# Долганиха
Долганиха — река в России, протекает в Красновишерском районе Пермского края. Устье реки находится в 321 км по левому берегу реки Вишера. Длина реки составляет 11 км.
Исток реки на западных склонах хребта Лиственничный (Северный Урал) в 6 км к югу от горы Тулымский Камень. Река течёт на запад, стекая с хребта в долину Вишеры. Всё течение проходит по территории заповедника Вишерский. Течение имеет горный характер.

## Данные водного реестра
По данным государственного водного реестра России относится к Камскому бассейновому округу, водохозяйственный участок реки — Кама от водомерного поста у села Бондюг до города Березники, речной подбассейн реки — бассейны притоков Камы до впадения Белой. Речной бассейн реки — Кама.
Код объекта в государственном водном реестре — 10010100212111100004242.